# 武夷槭
武夷槭（学名：Acer wuyishanicum）为槭树科槭属下的一个种。

## 扩展阅读
- 維基物種上的相關：武夷槭